# Pfadfinder und Pfadfinderinnen Österreichs
Der Verein Pfadfinder und Pfadfinderinnen Österreichs (PPÖ) ist der größte österreichische Pfadfinderverband und Mitglied der beiden Weltverbände World Association of Girl Guides and Girl Scouts und World Organization of the Scout Movement. Der Verband hat nach eigenen Angaben in 300 Ortsgruppen etwa 85.000 Mitglieder.

## Aufbau

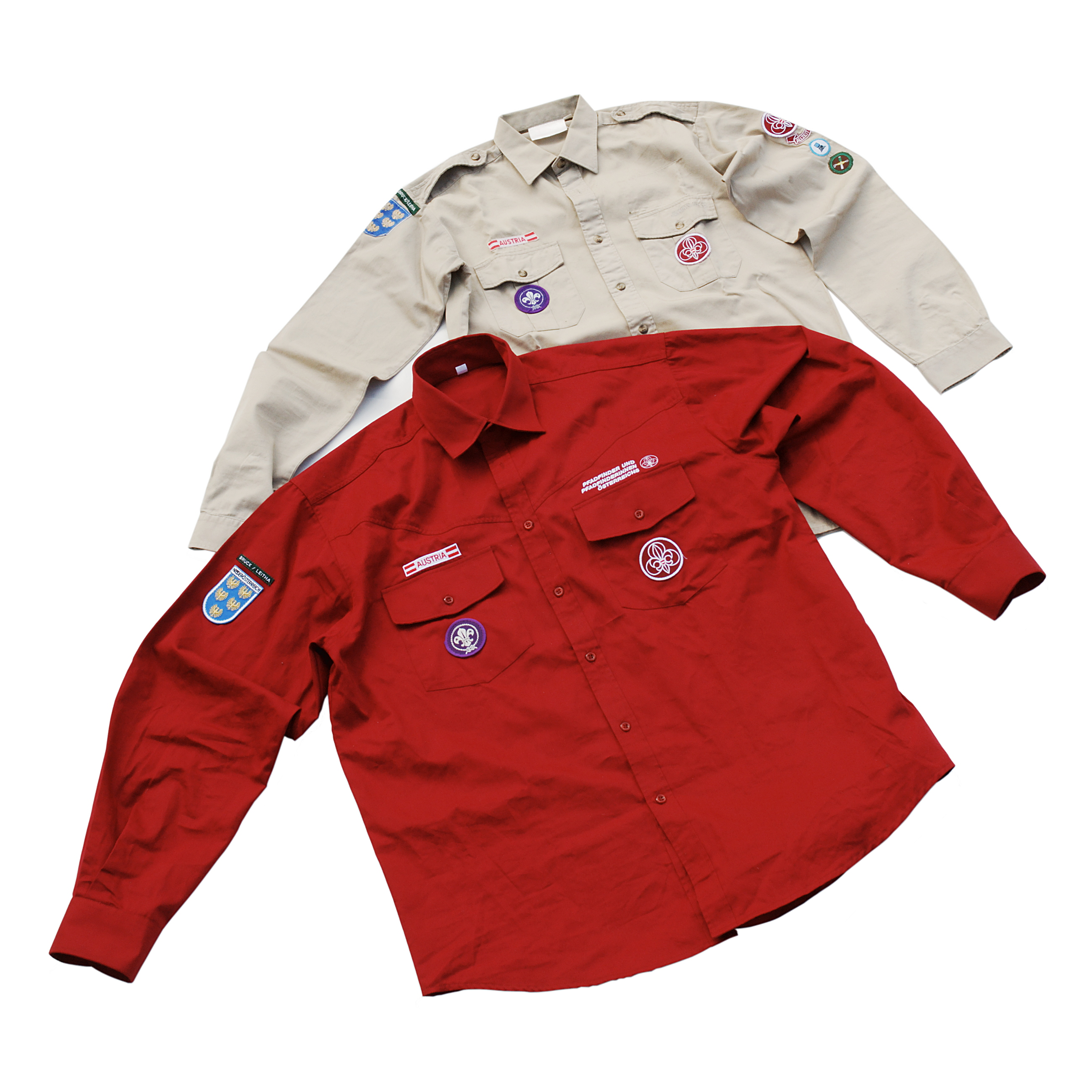
Aktuelles und altes Uniformhemd

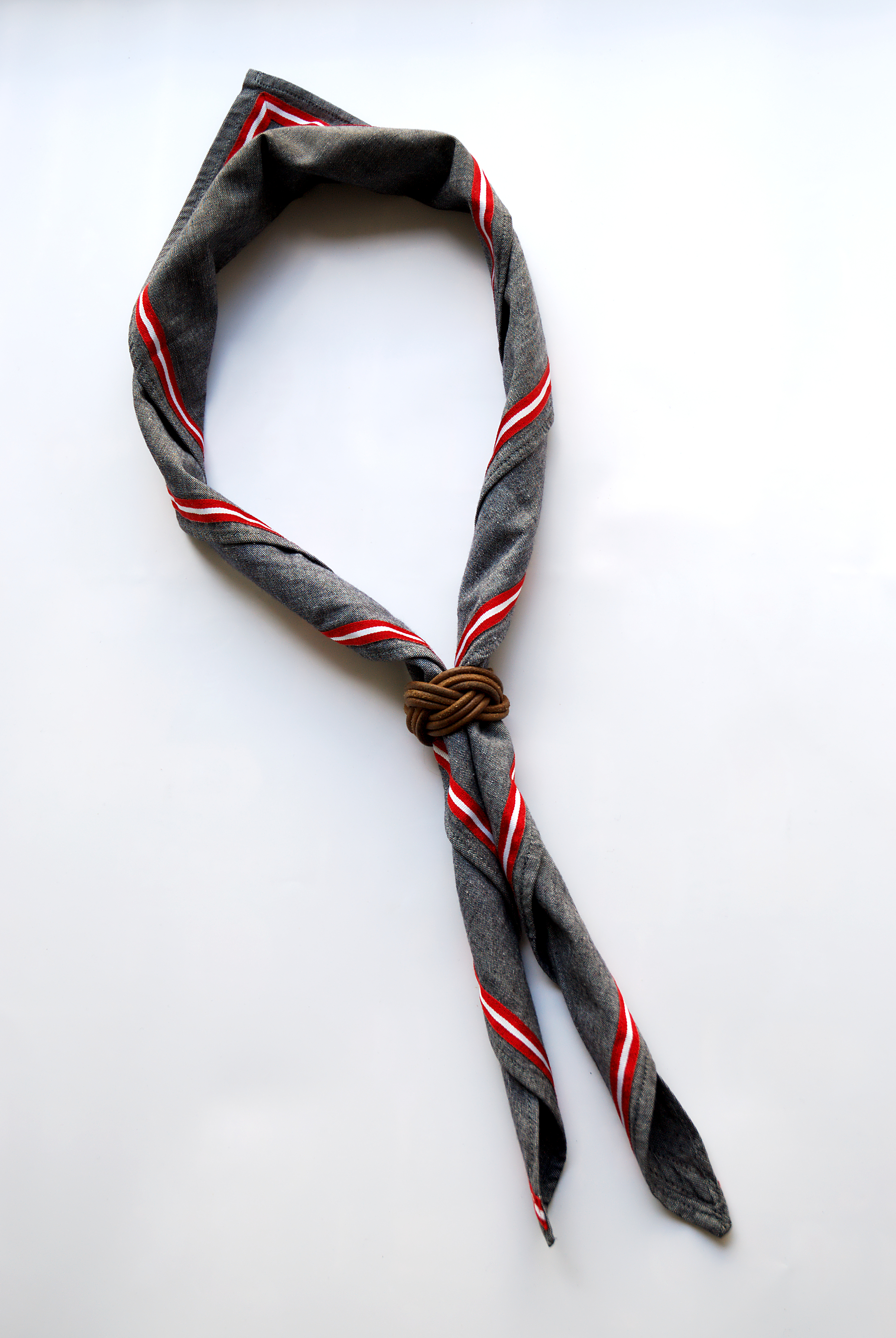
Auslandshalstuch der PPÖ, Knoten aus Lederriemen

### Struktur
Er gliedert sich in neun Landesverbände, die wiederum in Bezirke, Regionen oder Kolonnen unterteilt werden. Die Ortsgruppen sind entweder unselbständige Untergliederungen der Landesverbände (Zweigstellen) oder rechtlich eigenständige Zweigvereine.

### Altersstufen
Die Trennung der verschiedenen Altersgruppen erfolgt nach Stufen:
- Biber sind Mädchen und Buben im Alter von 5 bis 7 Jahren.
- Wichtel und Wölflinge (WiWö) sind Mädchen und Buben im Alter von 7 bis 10 Jahren.
- Guides und Späher (GuSp) sind Mädchen und Buben im Alter von 10 bis 13 Jahren.
- Caravelles und Explorer (CaEx) sind Mädchen und Burschen im Alter von 13 bis 16 Jahren.
- Ranger und Rover (RaRo) sind junge Frauen und Männer im Alter von 16 bis 20 Jahren.

Nach Absolvierung der regulären Altersstufen können Pfadfinder als Pfadfinderleiter (bis 2002: Pfadfinderführer) tätig werden, sich in anderer Form für die Pfadfindergruppe sowie den Verband engagieren oder in die Pfadfinder-Gilde Österreichs (auch Altpfadfinder genannt) eintreten. Der Verbandsentwicklungsprozess Vision 2028 hat sich als ein Ziel gesetzt, dass die Anzahl der Erwachsenen im Verband steigt und es vielfältige Angebote auch für Erwachsene geben soll.
Für Kinder von 5 bis 7 Jahren gibt es vor allem in Wien und Niederösterreich die Stufe Biber. Auch in Salzburg, Tirol und der Steiermark haben einzelne Gruppen mit Biber-Heimstunden begonnen. Diese Stufe bestand zunächst nur auf Landesebene. Seit einer Änderung der bundesweiten Verbandsordnung im Herbst 2019 können die Biber als optionale Altersstufe in Gruppen angeboten werden.
Die einzelnen Stufen verwenden verschiedene Spielideen und Arbeitsmethoden. So orientiert sich die Wölflingsstufe am Dschungelbuch, die Wichtelstufe am Buch „Puck sucht ihren Namen“, als Methode nutzen sie das Spiel. Bei den Guides und Spähern ist die Arbeitsmethode das Abenteuer, auch der Wettbewerb in den Patrullen wird genutzt. Weitere Methoden bei den Guides und Spähern sind das Spiel und der Hike. Traditionen, Zeremonien und Ritualen bilden den symbolischen Rahmen. Bei den Caravelles und Explorern steht die Methode des Unternehmens im Vordergrund. Dabei lernen die Jugendlichen aus eigenen Ideen eine auswählen, ein Unternehmen zu planen, durchzuführen und schließlich Rückschau zu halten. Die vielschichtigere Projektmethode hilft Rangern und Rovern ihr Programm zu gestalten.
Grundlage der Programmgestaltung sind in allen Altersstufen die acht Schwerpunkte der PPÖ, die eine ganzheitliche Gestaltung ermöglichen. Die sieben Elemente der Pfadfindermethode, orientiert an der Scout-Method von WOSM, ziehen sich durch alle Altersstufen (Gesetz und Versprechen, Learning by Doing, Teamsystem, Symbolischer Rahmen, Lebensraum Natur, Persönliche Weiterentwicklung und Unterstützung durch Erwachsene).

### Pfadfinderleiter
Alle Pfadfinderleiter und (ab 2002 anstelle von „Pfadfinderführer“) der PPÖ sind ehrenamtlich tätig. Diese durchlaufen ein modulares Ausbildungssystem, das in dieser Form seit Herbst 2017 angeboten wird. Neben der zentralen Jugendleiter-Ausbildung wird auch eine Lagerleitungs- und eine Teamleitungs-Ausbildung angeboten. Der Abschluss des Ausbildungsweges ist der Woodbadgekurs, ein gruppendynamisches Selbsterfahrungsseminar. Zusätzlich werden Spezialseminare (persönlichkeitsbildende, pädagogische, religiöse, musische, administrative und technische Seminare) angeboten.

### Schwerpunkte
Die acht Schwerpunkte in der Programmgestaltung der Heimstunden, Lager und Aktivitäten der PPÖ sind:
- Spirituelles Leben
- Verantwortungsbewusstes Leben in der Gemeinschaft
- Weltweite Verbundenheit
- Kritisches Auseinandersetzen mit sich selbst und der Umwelt
- Einfaches und naturverbundenes Leben
- Bereitschaft zum Abenteuer des Lebens
- Schöpferisches Tun
- Körperbewusstsein und gesundes Leben

Im 2015 beschlossenen pädagogischen Konzept der PPÖ stehen die nun pädagogische Schwerpunkte genannten Schwerpunkte für die Themen der Pfadfinderarbeit und sollen zu einer ausgewogenen Programmgestaltung beitragen.

## Erwähnenswerte Gruppen
Im Jahr 1910 gründete der Lehrer Georg Pfligersdorffer das Pfadfinderkorps Wiener Neustadt. Bis heute bestehen dort die Gruppen Wiener Neustadt 1 und Wiener Neustadt 2 und damit ist eine davon die älteste Pfadfindergruppe in Österreich. Damit zählt sie außerdem zu den ältesten noch bestehenden Pfadfindergruppen weltweit.
Im Jahr 1912 gründeten Viktor Hämmerle und Theo Bildstein in Dornbirn die erste Pfadfindergruppe in Vorarlberg. Die Pfadfindergruppe Dornbirn gilt bis heute als eine der größten Gruppen Vorarlbergs und veranstaltet jährlich einen karitativen Flohmarkt. Seit dem Jahr 1971 wurden durch den ehrenamtlichen Einsatz der Helfer insgesamt 500.000 Euro für soziale Projekte erarbeitet.